# La Nurse automatique brevetée de Dacey
La Nurse automatique brevetée de Dacey (titre original : Dacey's Patent Automatic Nanny) est une nouvelle de science-fiction écrite par Ted Chiang et parue en 2011 dans l'anthologie The Thackery T. Lambshead Cabinet of Curiosities éditée par Jeff VanderMeer et Ann VanderMeer (en) puis traduite en français et parue dans le recueil Expiration publié en 2019 en langue originale puis traduit en français et paru en 2020.

## Résumé
L'histoire se concentre sur différentes relations émotionnelles que les humains développent avec les machines. Le mathématicien Reginald Dacey soutient qu'une nounou mécanique est bien plus à même d'élever un enfant qu'une nounou humaine. Il parvient à en fabriquer un modèle qu'il nomme nurse automatique et à le vendre. Au début, la société accepte l'idée et de nombreuses familles achètent des nurses automatiques, mais lorsqu'une d'entre elles tombe en panne et tue un enfant, les gens perdent immédiatement tout intérêt pour cette invention. Reginald Dacey tente de prouver que la machine est toujours sûre en l'utilisant pour élever son propre enfant, mais personne ne veut en être la mère. Son fils Lionel adopte finalement un bébé et l'élève exclusivement à l'aide de la nurse automatique. Deux années plus tard, l'enfant refuse tout contact avec des êtres humains et ne peut interagir qu'avec des machines.

## Accueil critique
Dans le Los Angeles Review of Books (en), Sherryl Vint décrit la nouvelle comme intelligente et subtile. Pour Jason Sheehan, Ted Chiang montre « l'impasse d'une expérience dans le style de Burrhus Frederic Skinner dans la mécanisation de l'éducation ».